# Griffon (comte d'Apt)
Pour les articles homonymes, voir Griffon.
Griffon (Grifo), dit Griffon II (c.910 - ap.955), est le second membre connu de la famille de Grifo, famille de l'aristocratie foncière gallo-romaine provençale.

## Biographie
Griffon (Grifo) est le fils de Griffon Ier et de Theviarda/Teugarde.
Son père, auquel n'est associé aucun titre, nous est connu par deux chartes de 905 et 908 et est possessionné dans les pagii de Glandevès et Senez. Le siège familial semble se situer à Sallagriffon.
Griffon nous est connu lorsqu'il est désigné comte en Provence par le roi Conrad III de Bourgogne en 947 aux côtés de Boson II d'Arles et de son frère Guillaumes, désireux de contrer l'influence d'Hugues d'Arles dans la région et d'éviter la constitution d'une principauté trop puissante. Il est souvent qualifié de comte d'Apt qui serait sa résidence, et probablement de Glandèves et de Senez,, par opposition à ses deux collègues qualifiés eux de comtes d'Arles et d'Avignon respectivement. Ce pourrait être cependant une interprétation abusive de deux donations faites par lui dans cette ville. Compte tenu de ses possessions situées en Provence orientale, il pourrait être plus probablement comte de Senez ou de Glandevès. Griffon semble en effet être membre de la noblesse locale et d'implantation ancienne là où Boson et Guillaume sont originaires du Mâconais, probablement de l'entourage de Aubry II de Mâcon et de Mayeul de Cluny dont ils tiennent une partie des terres plus ou moins légitimement.
Il se serait brouillé avec le fils de Boson, Guillaume Ier de Provence, et aurait fini par se soumettre.

## Famille
On ignore s'il s'est marié, et on ne lui connait pas d'enfants, mais il a une sœur, Ermengarde/Hermengarde, mère de Rostaing,.
Une donation de 945 de Gérard, de la famille de Sabran, pseudo-archevêque de Narbonne au prieuré clunisien Saint-Saturnin-du-Port (actuel Pont-Saint-Esprit), mentionne  Rostaing, évêque (Rostagnus episcopus firmavit, sans nom de siège épiscopal), neveu de Gérard, et Ermengarde (Ermengardis), sœur du comte Griffon, dans la région d'Apt (CLU no 724),.
Une seconde donation, en 955, réunit le comte Griffon, sa sœur Ermengarde, et son fils, Rostaing, — Crifo comes et nepos meus Rosthstagnus…episcopus… et matris nepotis mei episcopi…Ermengarda —,,. La médiéviste Magnani (1999) indique en note que l'évêque Rostaing pourrait être celui d'Uzès « , neveu du comte Griffon avec qui, il offre deux villae, Vallis et Campos, et l'église Saint-Auban », près de Bonnieux (actuel Vaucluse). Rostaing serait le fils d'Ermengarde — Crifo comes et nepos meus Rosthstagnus…episcopus… et matris nepotis mei episcopi…Ermengarda —,,.
Les liens familiaux entre Griffon et la Maison de Castellane restent conjoncturels. Poly (1976), présentant cette puissante famille provençale, indiquait « Le premier ancêtre connu est Griffon, mari de Teugarde en 905 et 908 », ou encore que leur possession se concentraient « dans le comté de Glandevès, groupé autour du toponyme significatif de Salagriffon, puisque Griffon est leur plus ancien auteur commun ». Magnani (1999) ne mentionne pas cette filiation, seulement la proximité des possessions allodiaux dans le comté d'Apt et de Glandevès, ainsi que des donations à l'abbaye de Montmajour. L'hypothèse la plus probable expliquant le passage constaté des biens des Grifo aux Castellane prête à Ermengarde deux enfants supplémentaires[réf. nécessaire] :
- Apollon/Appolon (Abellonius), aurait hérité de la charge de comte de son oncle, sans descendance.
- Une fille, qui aurait épouse de Rostain(g) de Castellane et mère de Pons Arbald de Castellane (ancêtres probables de la Maison de Castellane), et hérité de son frère.